# سباق طواف فرنسا 1928
سباق طواف فرنسا 1928 من سلسلة سباقات سباق طواف فرنسا. أقيم هذا السباق في تاريخ 17 يونيو - 15 يوليو 1928 على 22 مراحل. بعد مرور 198 ساعة و16 دقيقة و42 ثانية وبعد طي 5476 كم بمتوسط 28.4 كم في الساعة فاز بالميدالية الذهبية نيكولا فرانتز من لوكسمبورغ، فيما حصد أندريه ليدوك من فرنسا الميدالية الفضية، وكانت الميدالية البرونزية من نصيب ماوريس دى فال من بلجيكا.

## الميداليات
| ذهب                       | فضة                  | برونز                  |
| نيكولا فرانتز - لوكسمبورغ | أندريه ليدوك - فرنسا | ماوريس دى فال - بلجيكا |